# Стецкий, Ян-Станислав Станиславович

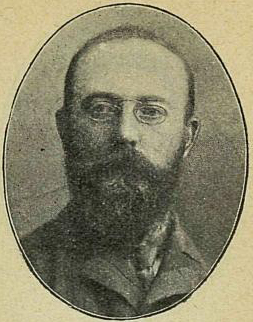
Депутат Первой Думы, 1906

Ян-Станисла́в Станисла́вович Сте́цкий (22 марта 1871, Седлишка — 30 июня 1954, Белжице) — польский публицист, депутат Государственной думы I и II созывов от Люблинской губернии и член Законодательного сейма Польши.

## Биография
Польский дворянин, католик. Выпускник 5-й Варшавской гимназии. В 1889 году был принят на медицинский факультет Варшавского университета, где стал членом кружка «Освята» («Просвещение»). В 1891 году подвергся аресту за участие в политической демонстрации, был заключён на срок около месяца в 10-м павильоне Варшавской цитадели, после чего отчислен из университета. Поступил вольнослушателем на философский факультет Боннского университета. С 1891 года член Польской лиги, в 1893 вступил в польскую Национальную лигу. В 1893 года стал членом Польской социалистической партии, состоял в её рабочем комитете. В 1894 году вступил в Союз польской молодежи «Зет». Снова выехал на учёбу в Боннский университет, где в течение года слушал лекции по политической экономии. С 1905 вошёл в польскую Национально-демократическую партию, участвовал в написании её избирательной программы, внутри партии придерживался антигерманских позиций. Состоял в ней вплоть до 1917 года. Член, позднее президент Люблинского сельскохозяйственного общества. Почётный мировой судья. Член редколлегии газеты «Głos» (Голос, на польском языке); сотрудничал с изданием "Przegląd Wszechpolski" (Всепольский обзор). Автор статей по политической экономии в журнале "Ekonomiście" (Экономист) и "Gazecie Rolniczej",  (Газета сельского хозяйства). Автор более 300 статей, нескольких книг, в том числе книги "W obronie prawdy" ("В защиту истины", 1928). Владел 1 тысячью 100 десятинами земли.
20 апреля 1906 года избран в Государственную думу I созыва от общего состава выборщиков Люблинского губернского избирательного собрания. Вошёл в состав Польского коло, один из наиболее заметных членов этой фракции. Вошел в состав думской комиссии о всеподданнейшем адресе. Подписал заявление 27 депутатов 1-й Государственной думы, поляков, об отношении Царства Польского с Российской империей по прежнему законодательству и по Основным государственным законам от 23 апреля 1906. Выступив по аграрному вопросу, призвал к проведению умеренной аграрной реформы, предложив продажу имений через Кредитные земельные общества. Большие усилия приложил к принятию законопроекта о предоставлении автономии Царству Польскому.
6 февраля 1907 года избран во Государственную думу II созыва от общего состава выборщиков Люблинского губернского избирательного собрания. Вошёл в состав Польского коло. Из думских комиссий вошёл в состав Аграрной комиссии. Участвовал в прениях по вопросу о бюджете. Соавтор законопроекта об автономии Царства Польского.
После роспуска 2-й Государственной думы  продолжал занятия общественной, политической и хозяйственной деятельностью. В 1908 участвовал в неославянском съезде в Праге, стал членом Славянского комитета. Был участником  избирательной кампании в 4-ю Государственную думу, но свою кандидатуру не выдвинул.
После оккупации Царства Польского германскими и австрийскими войсками в Первую мировую войну 1914-1918 сотрудничал с оккупационной администрацией; входил в ряд организаций, оказывавших помощь пострадавшим от военных действий. В 1917 году президент Центрального комитета помощи в Люблине. В 1914-1917 годах был членом Национального комитета польского. Член исполнения Временного Государственного совета. Член Временного государственного совета Польши. После 1918 вступил в польскую Христианско-национальную земледельческую партию, в Народно-национальный союз и другие организации консервативного направления.
В 1917-1918 годы был назначен Советом регентства министром внутренних дел в нескольких следующих друг за другом кабинетах, начиная с правительства Яна Кухажевского.
С 1919 года президент Ассоциации Związku Ziemian в Варшаве. В 1922—1927 и 1930—1935 — сенатор Польской республики.
С 1923 года один из лидеров Христианско-национальной партии, а после майского переворота один из лидеров Христианско-крестьянской партии, связанной с правящей группой Пилсудского.
Во время Второй мировой войны 1939-1945 жил в своем имении.

## Семья
- Жена — Мария Волк-Ланевская (Суфчинская) (1879—1944).

## Труды
- Аграрные отношения в Царстве Польском, их современное состояние, направление развития и необходимость реформы. Люблин, 1906;
- О правах автономии Царства Польского. Краков, 1907.

## Награды
- Орден Возрождения Польши 3-й степени.

### Рекомендуемые источники
- Brzoza Cz., Stepan K. Poslowie polscy w Parlamente Rosyjskim, 1906—1917: Slownik biograficzny. Warszawa, 2001.
- Российский государственный исторический архив. Фонд 1278. Опись 1 (1-й созыв). Дело 117. Лист 9; Опись 1 (2-й созыв). Дело 408; Дело 539. Лист 9; Фонд 1327. Опись 1. 1905 год. Дело 143. Лист 172 оборот.